# 福岡町立高山中学校
福岡町立高山中学校（ふくおかちょうりつ　たかやまちゅうがっこう）は、かつて岐阜県恵那郡福岡町（現・中津川市）に存在した公立中学校。

## 概要
- 恵那郡福岡町大字高山が校区であった。1984年、福岡町内の3つの中学校（福岡中学校〈旧〉・高山中学校・田瀬中学校）を統合し、福岡町立福岡中学校の新設により廃校。
- 高山小学校に併設され、高山小中学校とも称した。跡地は高山小学校の敷地の一部となっている。

## 沿革
- 1947年（昭和22年）4月1日 - 福岡村立高山小学校の校舎の一部を使用し、福岡村立福岡中学校高山分校を設置。
- 1948年（昭和23年）
  - 1月 - 福岡村がに高山中学校独立許可申請書を岐阜県に提出。
  - 4月1日 - 独立が許可される。
  - 5月1日 - 福岡中学校から独立し、福岡村立高山中学校が開校。高山小学校に併設。
  - 7月1日 - GHQ教育軍政官の指示により、小規模中学校の設置が禁止されたため、一旦廃校。
  - 7月16日 - 福岡村がに高山中学校独立許可申請書を岐阜県に再度提出し、認可される。これにより高山中学校は復活する。
- 1949年（昭和24年）11月 - 中学校校舎が完成。
- 1960年（昭和35年）4月 - 新校舎が完成。
- 1961年（昭和36年）4月 - 小中共用校舎が完成。
- 1966年（昭和41年）4月1日 - 町制施行により福岡町となる。同時に、福岡町立高山中学校に改称する。
- 1973年（昭和48年）10月 - 中学校統合問題が起きる。
- 1984年（昭和59年）3月31日 - 福岡町内の3つの中学校（福岡中学校〈旧〉・高山中学校・田瀬中学校）を統合。新たに福岡町立福岡中学校の開校により廃校。